# George Romney
För den amerikanska politikern, se George W. Romney.

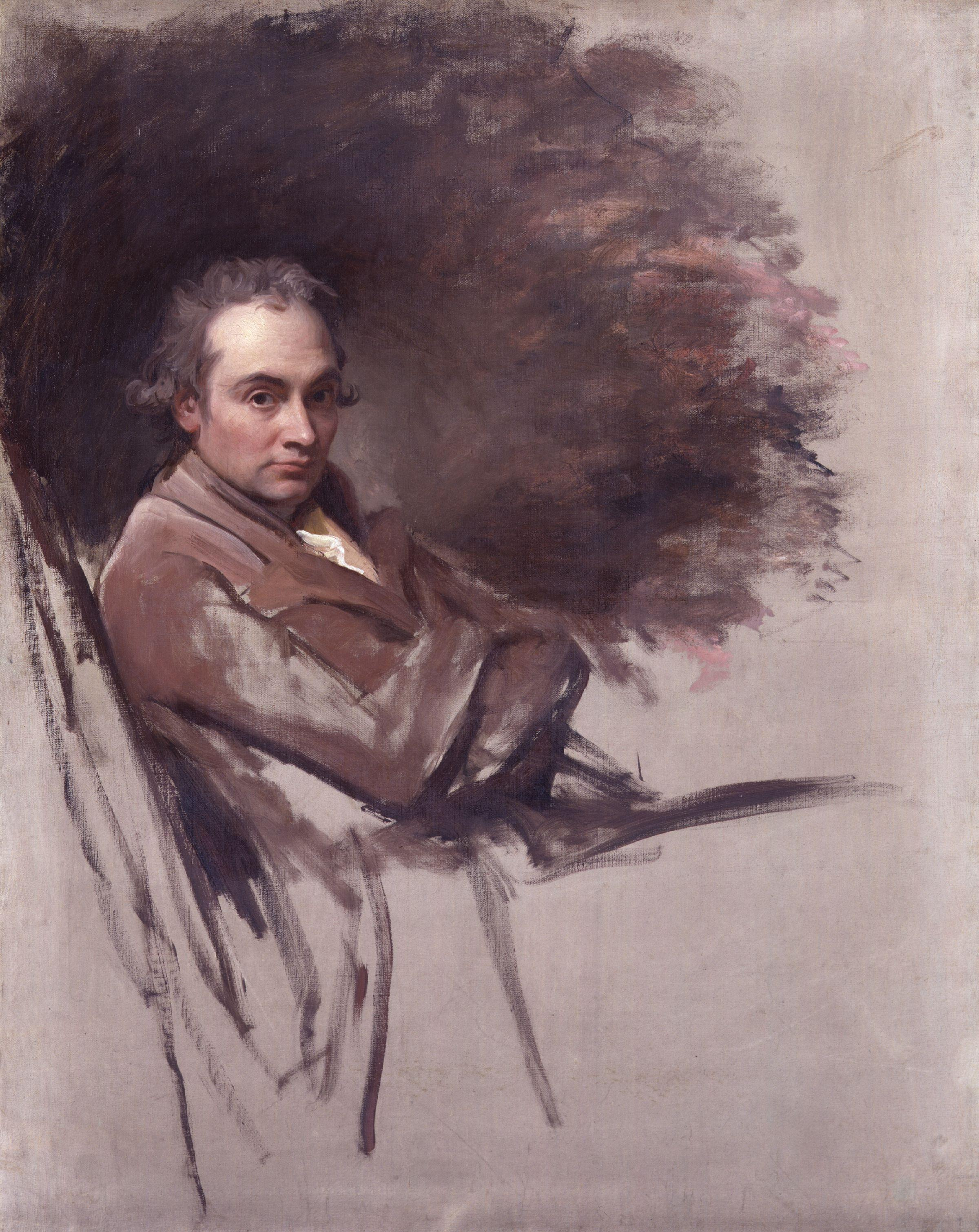
George Romney, självporträtt.

George Romney, född 15 december 1734 i Dalton-in-Furness, Lancashire, England, död 15 november 1802 i Kendal, var en brittisk porträttmålare.
Han flyttade 1755 till Kendal för att förkovra sig inom måleri. Christopher Steele undervisade honom där.
Romney gjorde 1762 framgång i London. Han åkte 1773 till Italien tillsammans med Ozias Humphrey för konststudier i Rom och Parma och återvände till England efter två år. Han träffade 1782 Emma Hamilton (känd då som Emma Hart) som han målade över sextio gånger. Romney målade många andra samtida, bland andra konstnären Mary Moser.